# Śmigus-dyngus

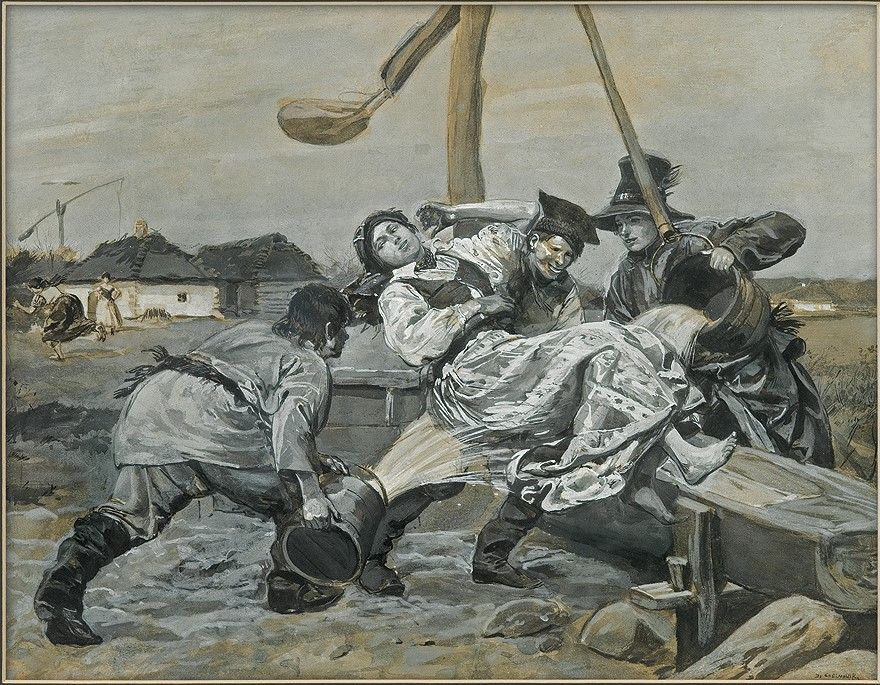
Józef Chełmoński, Śmigus (1886)

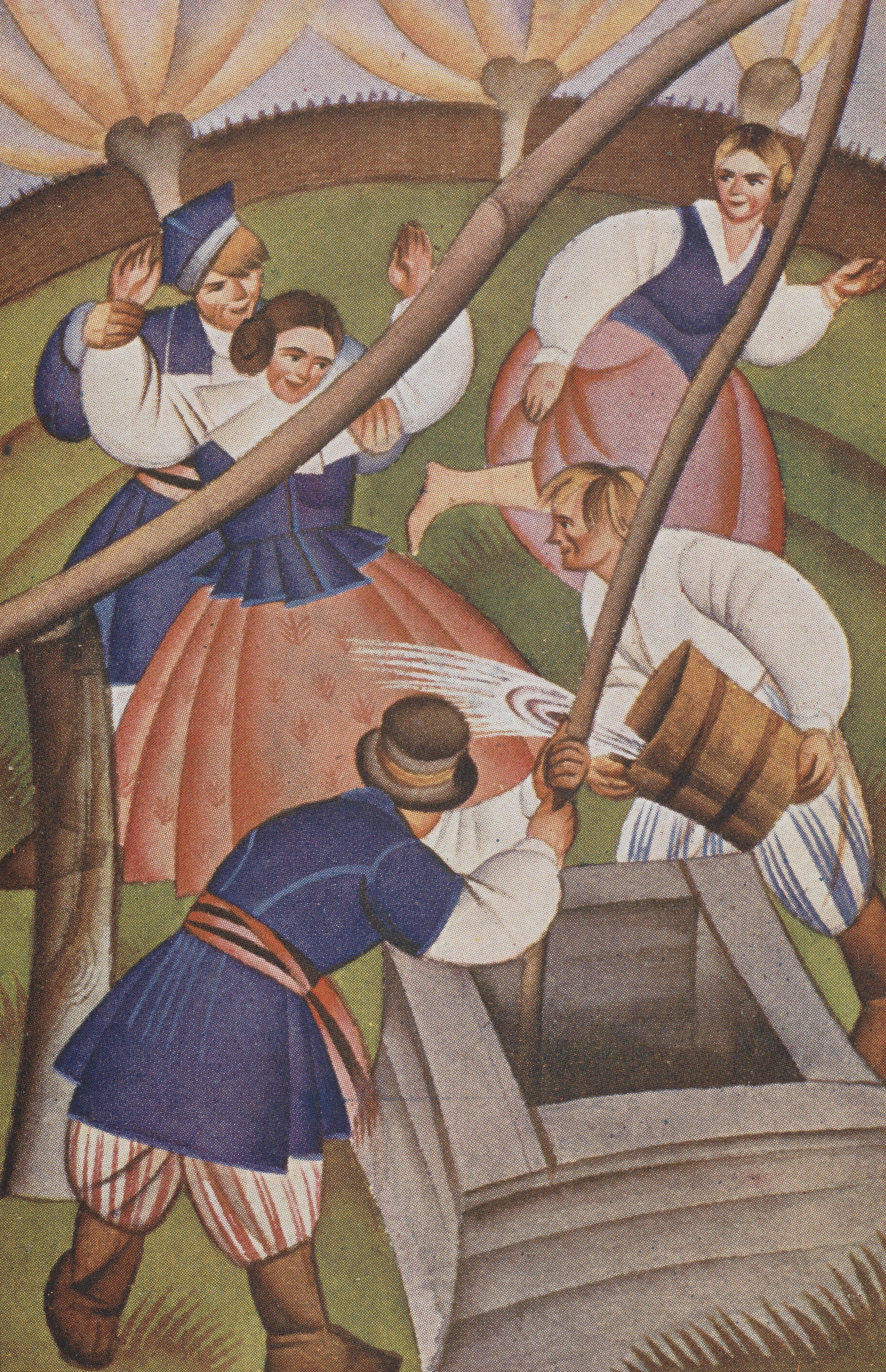
Wacław Boratyński, Wesołego Alleluja (pocztówka, między 1906 a 1926)

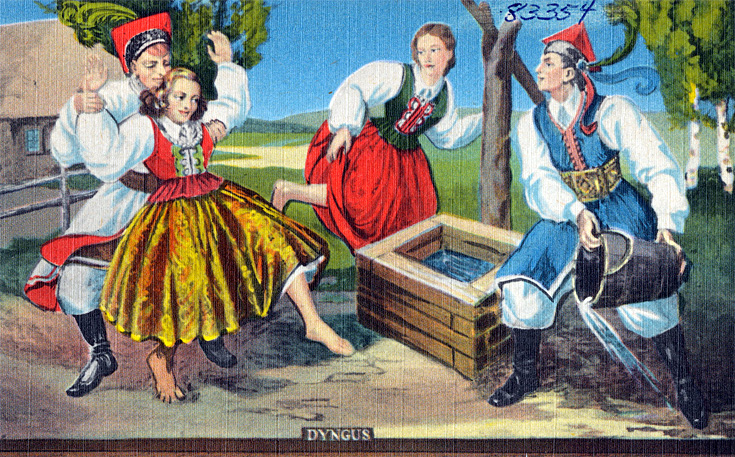
Polska pocztówka

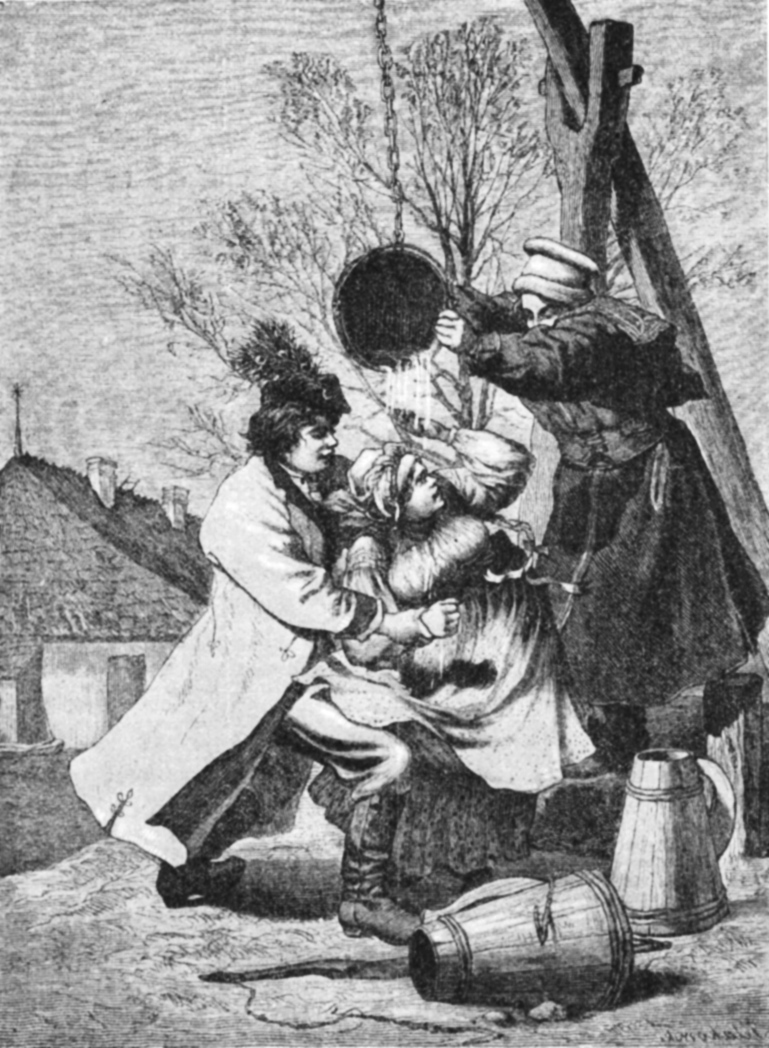
Ilustracja z Encyklopedii staropolskiej ilustrowanej Zygmunta Glogera przedstawiająca śmigus.

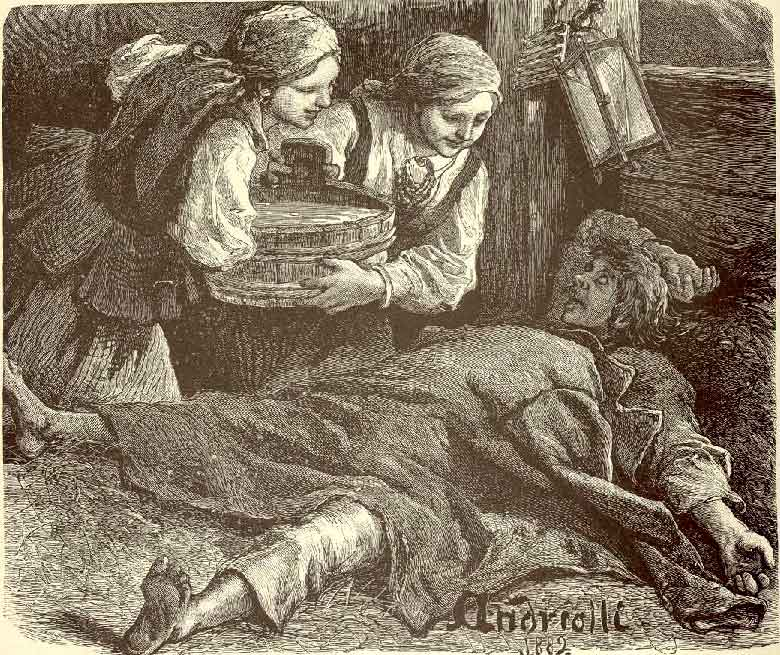
Michał Elwiro Andriolli, Dyngus, 1882.

Śmigus-dyngus (znany także jako: lany poniedziałek) – zwyczaj pierwotnie zachodniosłowiański, a wtórnie związany z Poniedziałkiem Wielkanocnym w kościele katolickim. Współcześnie posiada wiele regionalnych nazw.
Śmigus i Dyngus przez długi czas były odrębnymi zwyczajami. Z czasem tak się zlały ze sobą w jeden, że przestano rozróżniać, który na czym polega. Wyrazem tego było pojawienie się w Słowniku poprawnej polszczyzny Stanisława Szobera zbitki śmigus-dyngus.
W niektórych regionach darowizna składana kolędnikom jest nazywana śmigusem lub wariantem tego słowa. W encyklopedii Hanny Szymaderskiej określenie „szmigus” funkcjonuje już jako synonim dla słowa dingen oraz wyrazów takich jak dyng, szmigus, wykup lub datek. Kolejnym dowodem na zbieżność między tymi pojęciami jest to, że na Kaszubach (gdzie oblewanie się wodą nie jest praktykowane) Poniedziałek Wielkanocny jest nazywany dëgòs, a chłostanie dziewcząt jest określane jako dëgòwanié.

## Pochodzenie nazwy

### Śmigus
Śmigus pochodzi od staropolskiego słowa śmigać, chłostać i pochodzi od starosłowiańskiego pogańskiego zwyczaju śmigania tudzież chłostana panien/dziewczyn wierzbowymi witkami. Istnieje również aczkolwiek mylna koncepcja podająca, że słowo „śmigus” jest wyewoluowaną formą niemieckiego Schmackostern. Jest ona wysuwana m.in. z tego względu, że w Czechach warianty dla nazw dotyczących wielkanocnego smagania (niem. Smackotern) we wschodnich Czechach oraz na Morawach posiadają nazwy typu Szmer-kous, Szmi-gustr etc. Podobne warianty słowa śmigus, spotykane są także w Polsce. Dalsze zbohemizowane formy typu mrskut, prawdopodobnie pochodzą od innych wyrazów związanych z Jarymi Godami typu mrskat i mrštný.
Wysunięto także koncepcje, że etymologia związana jest z dolnoniemieckim smacken = schlagen (uderzać). Według niektórych historyków nazewnictwo dotarło poprzez języki łużyckie a etymologia nie jest związana z końcówką Ostern.
Według innej teorii słowo związane jest ze staropolskim śmigać. Odpowiedniki wyrazów „chłostać” i „chlustać” w średniopolskiej polszczyźnie były stosowanie swobodnie zamiennie i tyczyły się tych samych pojęć. Oprócz samego bicia i gwałtownego oblewania, mogły również oznaczać uderzanie przez wiatr bądź deszcz. Według tradycji Słowian deszcz, podobnie jak sama woda i smaganie również posiadał siły zapładniające, dlatego dziewczęta często chciały chodzić po deszczu z odkrytą głową, aby urosły im długie i mocne włosy. Słowo „śmignąć” oznaczało również rzucanie czymś, wprowadzanie czegoś w szybowanie bądź szybki ruch (por. Peperuda).
Współcześnie „śmigus” może być traktowany jako synonim Poniedziałku Wielkanocnego. Przyjęły się także nazwy takie jak: Śmiguśny Poniedziałek, śmierguśnicy, śmiguśnioki oraz šmigrustování (por. śmigusowanie) na Morawach
Do frazy śmigać = szybować/wprawiać w szybki ruch, najprawdopodobniej nawiązują pojęcia takie jak śmigłowiec, śmigło.

### Dyngus
Słowo dyngus najprawdopodobniej wywodzi się z języka niemieckiego od słowa dingen, co oznacza „wykupywać się”, ale Zygmunt Gloger dostrzegł również podobieństwo do niemieckiego słowa dünguuss („kałamarz, chlust wody”).
Dyngus po słowiańsku nazywał się również włóczebny i był związany z ekspedycją w praktykach słowiańskiego folkloru. Kolędnicy odwiedzający poszczególne domostwa zazwyczaj otrzymywali podarunki z zaopatrzeniem na drogę pod groźbą psikusa bądź oblania wodą. W niektórych regionach pojęcia dyngus i dyngowanie do dziś są wyróżniane jako pochód i wymuszanie datków, ale w wielu regionach już tak nie jest. Szczególnym przypadkiem jest opolszczyzna, jest tam praktykowany obrzęd chodzenia z niedźwiedziem i określenie dyngus nie jest przy nim stosowane, a należałoby się tego spodziewać.
Innym argumentem przeczącym niemieckiemu pochodzeniu słowa dyngus może być dziełko anonimowego szlachcica pt. Postępek prawa czartowskiego przeciw rodzajowi ludzkiemu wydane w 1570 r. w Brześciu Litewskim przez Cypriana Bazylika. Otóż wśród około setki różnych diabłów, szatanów, ich sióstr i pomocnic autor wymienia z nazwy 33 diabły polskie, wśród nich Dyngusa.
Określenia wywodzące się od niemieckiego dingen bądź dunguss poza Polską są używane w Czechach.

## Najstarsze wzmianki
Pierwszy raz o słowiańskim zwyczaju wspomina w XIV wieku czeski kaznodzieja Konrad Waldhauser:
manželé a milenci šlehají se metlami a tepají rukou v pondělí a úterý velikonoční. Ospalé a lenivé časně z rána v pondělí velikonoční házejí do vody nebo alespoň je polévají….
Natomiast pierwsze wzmianki o zwyczajach śmigusowo-dyngusowych w Polsce pochodzą z XV wieku, z ustaw synodu diecezji poznańskiej z 1420 roku pt. Dingus prohibetur, przestrzegających przed praktykami, mającymi niechybnie grzeszny podtekst:
Zabraniajcie, aby w drugie i trzecie święto wielkanocne mężczyźni kobiet a kobiety mężczyzn nie ważyli się napastować o jaja i inne podarunki, co pospolicie się nazywa dyngować (...), ani do wody ciągnąć, bo swawole i dręczenia takie nie odbywają się bez grzechu śmiertelnego i obrazy imienia Boskiego.
Benedykt Chmielowski w swej encyklopedii Nowe Ateny stwierdza (według uwagi autora za Bertholdem Carolo), że zwyczaj polewania się wodą na ziemi polskiej pochodzi z czasów Wandy i powstał, gdy Damy jej Froncymeru za Panią, żałując, wodą się polewały co rok. Chmielowski datuje śmierć Wandy na rok 750.

## Tradycyjne formy obrzędu

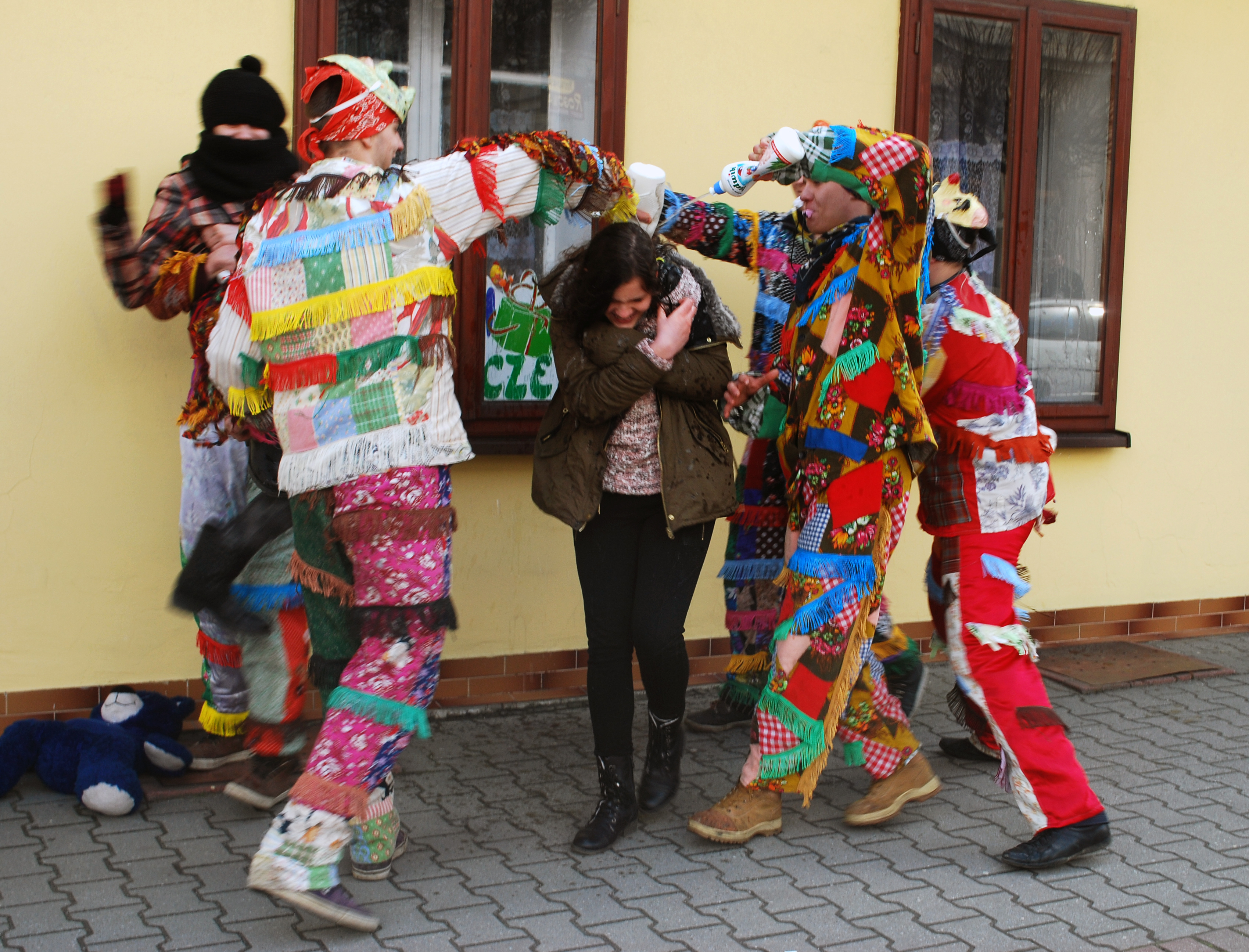
Wilamowice, śmiergust, Poniedziałek Wielkanocny

Geneza ludowych zwyczajów obchodzonych w Poniedziałek Wielkanocny jest związana z praktykami Słowian, którzy czcili radość po odejściu zimy i przebudzeniu się wiosny. Śmigus i dyngus przez długi czas były odrębnymi obyczajami. Śmigus głównie polegał na symbolicznym biciu witkami wierzby lub palmami po nogach i oblewaniu się zimną wodą, co symbolizowało wiosenne oczyszczenie z brudu i chorób, a w późniejszym czasie także i z grzechu. Na śmigus nałożył się zwyczaj dyngusowania (dyngowanie), dający możliwość wykupienia się pisankami od podwójnego lania. Dyngus związany był z folklorystycznymi praktykami Słowian poświęconym ekspedycji. Polegał na odwiedzaniu znajomych i przypadkowych osób. Wizytom zazwyczaj towarzyszył poczęstunek bądź darowizna z zaopatrzeniem na drogę.
Słowianie uważali, że oblewanie się wodą miało sprzyjać płodności, dlatego oblewaniu podlegały przede wszystkim panny na wydaniu, z tego powodu obrządki polewania się wodą miały niekiedy charakter matrymonialny. Po synkretyzmie z chrześcijaństwem w niektórych regionach ustalono, że trzeciego dnia Wielkanocy panny i dziewczęta mają prawo do odwzajemnionego rewanżu za wcześniejsze oblanie ich wodą.
Dawniej zwyczaj polewania się wodą znany był głównie na wsi, zwyczaj tam był huczniej obchodzony. Polewanie perfumami nie było jeszcze znane, a do praktyk stosowano m.in. cebrzyki z wodą. Polewaniu się wodą towarzyszyło często wielkanocne smaganie. O znaczącej obrzędowości śmigusa-dyngusa w dawnych czasach świadczą gdzieniegdzie zachowane tradycje z urodzajem, m.in. związane z kultem palm wielkanocnych. Oprócz tego obchodzone są także obrzędy takie jak: śmiergust, kurek dyngusowy, dziady śmigustne czy przywołówki.

## Współczesny śmigus-dyngus

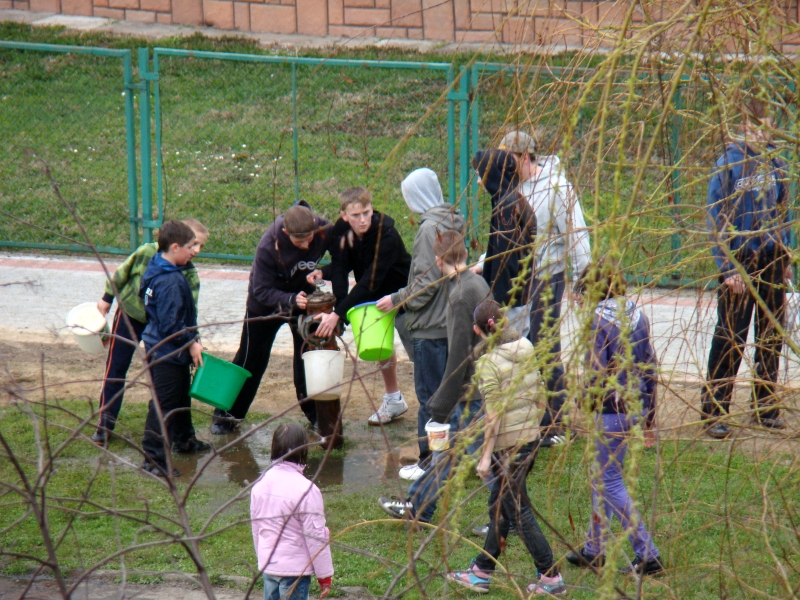
Współczesny śmigus-dyngus, praktykowany w Sanoku

Dziś śmigus-dyngus jest traktowany jako zabawa o charakterze ludowym. W odróżnieniu od pierwotnych tradycji wodą oblewa się wszystkich, bez wyjątków. Dla żartów mogą być polewane nawet osoby nieznajome. Zwyczaj przypomina ogółem zabawę w oblewanie się wodą. Jest popularny szczególnie wśród dzieci i młodzieży i ma niewiele wspólnego z tradycyjnymi praktykami. Polska społeczność spopularyzowała te praktyki w USA (m.in. w Buffalo). Zamiast cebrzyków do oblewania częściej stosowane są plastikowe pojemniki (np. butelki z wodą). Wielkanoc jest także okazją do kupienia specjalnych gadżetów, dla dzieci takich jak pistolet na wodę czy balon wodny. W praktykach stosowanie perfum bądź wody kolońskiej. Przez niektórych zwyczaj jest krytykowany ze względu na zanik pierwotnych tradycji. Z biegiem czasu oblewanie wodą stało się również do tego stopnia niebezpieczne, że służby porządkowe i prawnicy zaczęli interpretować to jako zakłócanie spokoju.
Chrześcijaństwo, przejąwszy rodzimy zwyczaj, powiązało go z oczyszczającą symboliką wody oraz upamiętnianiem rozpędzania gromadzących się tłumów w Wielki Poniedziałek rozmawiających o zmartwychwstaniu Jezusa Chrystusa. Dawniej Polacy obchodzili święto prawdopodobnie w ramach upamiętnienia chrztu Polski. Taka informacja została również napisana na stronie DyngusDay.

## W innych krajach
Słowiański zwyczaj w tradycyjnej formie przetrwał w pobliskich krajach Europy Środkowo-Wschodniej. Jest znany na Morawach (oblévacka lub Šmigrust), Słowacji (obliévacka, kúpacka) oraz w niektórych regionach zachodniej Ukrainy. Podobnym i pokrewnym słowiańskim zwyczajem do śmigusa-dyngusa jest również bułgarska peperuda. W XVI wieku słowiańską tradycję powszechnie przejęli Węgrzy. Do dziś praktykuje się tam oblewanie wodą, z pierwotnymi tradycjami, ale również z wykorzystaniem perfum lub wody kolońskiej.
Poza Słowianami zwyczaj oblewania się wodą praktykują również Meksykanie w Wielką Sobotę. Społeczności Dalekiego Wschodu praktykują Songkran, który również wypada na wiosnę, ale nie jest on związany z okresem wielkanocnym.

## Inne
- Zespół muzyczny Ja mmm chyba ściebie wydał humorystyczny utwór muzyczny zatytułowany jako „Kiedy Hesus Śmingus Dyngus”. Piosenkę zastosowano w kabarecie Hu jak humor.
- W 2003 roku wyemitowano monety okolicznościową związane z Śmigusem-dyngusem. Monety miały nominały 2 zł i 20 zł (monetę o nominale 2 zł wyemitowano w nakładzie 600 000 sztuk, zaś monetę o nominale 20 zł wyemitowano w nakładzie 44 000 sztuk). Monety te wchodzą w skład serii monet Polski rok obrzędowy[28].